# Јован Ђајић
Јован Т. Ђајић (Ораховац, 14. септембар 1905 — Београд, 28. новембар 1974) био је учесник Шпанског грађанског рата и Народноослободилачке борбе.

## Биографија
Преселио се у Канаду (у град Тиминс) 3. маја 1928. године где је пет година касније постао члан Комунистичке партије Канаде. Био је синдикални руководилац и уредник „Борбе” и других листова југословенских исељеника. Учествовао је као добровољац у Шпанском грађанском рату од 1. јуна 1937. до 3. фебруара 1939. године. Борио се у редовима Интернационалних бригада на страни Републиканске армије.
По повратку у Канаду постао је члан Централног комитета КП Канаде. Као новинар радио је на организовању помоћи Народноослободилачком покрету Југославије (НОП). После избацивања ФНР Југославије из Комунистичког информационог бироа 1948. године, подржао је Комунистичку партију Југославије и због тога је избачен из КП Канаде (која је подржала СССР). Од тада био је на дужности првог секретара Амбасаде Југославије у Вашингтону. Године 1950. враћа се у земљу и један је од оснивача и почасни председник Матице исељеника Србије.
Оженио се 1943. године у Торонту Даницом (рођ. Костић) са којом је имао сина Радована.
Сахрањен је у Алеји заслужних грађана на Новом гробљу у Београду.

## Галерија
- Никола Иванишевић, Јуриј Матешич и Јован Ђајић за време Шпанског грађанског рата
- Ђајићев гроб у Алеји заслужних грађана на Новом гробљу у Београду